# Eugen Reiß
Eugen Reiß (* 12. Januar 1863 in Kusel; † 25. März 1926) war ein deutscher Verwaltungsjurist und Bezirksamtmann.

## Leben
Eugen Reiß studierte in den Jahren von 1882 bis 1886 Rechtswissenschaften an der Ludwig-Maximilians-Universität München, der Universität Leipzig und der Friedrich-Alexander-Universität Erlangen-Nürnberg, legte 1889 das Große juristische Staatsexamen (Note II) ab und wurde Assessor beim Bezirksamt Kusel. Seit dem Studium war er Mitglied der Studentenverbindung AMV Fridericiana Erlangen im SV. 1900 wechselte er in die Staatsverwaltung und wurde Assessor bei der Regierung der Pfalz. Bereits zwei Jahre später wurde er als Bezirksamtmann mit der Leitung des Bezirksamtes Kaiserslautern betraut und dort zum Jahresbeginn 1910 Regierungsrat und 1920 Oberregierungsrat. Zum 1. Mai 1924 ging Reiß in den Ruhestand.